# Emilio Zapata Díaz
Emilio Zapata Díaz; (Santiago, 11 de mayo de 1896 - 15 de mayo de 1977) fue un obrero, dirigente sindical campesino y político chileno. 
Hijo de Delfín Zapata Campos y Ana Díaz Garrido. Contrajo matrimonio con Graciela del Carmen Salas Pinto, en 1938.
Fue dirigente sindical campesino, fundando en 1935 la Liga de Campesinos Pobres, además de formar parte del Frente Nacional de la Vivienda. Como activista político, estuvo vinculado a los chacareros pequeños, propietarios campesinos e inquilinos, siendo descrito como «un hombre de formación y maneras de ser agrarias», agitador obrero que más de una vez fue a parar a la cárcel o sufrió los golpes de la policía, aún después de ser elegido diputado.
Militó en el movimiento Izquierda Comunista (de tendencia trotskista) y luego, en el Partido Socialista Unificado (PSU) colectividad por la que fue electo diputado en las elecciones de octubre de 1932, para el periodo legislativo 1933-1937, incorporándose posteriormente en el Partido Socialista de Chile. En 1933 asume como Diputado por la 7.ª agrupación departamental correspondiente al 2.º. Distrito Metropolitano (Santiago noroccidente y Talagante). Fue reelecto por la misma agrupación en 1937, ejerciendo el cargo hasta 1941.
Disconforme con la línea de su partido al permanecer en el gobierno de Pedro Aguirre Cerda, en 1940 se separó de éste junto a varios militantes, formando el Partido Socialista de los Trabajadores. En 1943, sería expulsado del PST, ya que no estaba dispuesto a ingresar al Partido Comunista de Chile, y más tarde volvería a las filas del Partido Socialista.